# Cahide Eke
Cahide Eke, née le 25 janvier 2000, est une judokate turque malvoyante (classe de handicap B3) qui concourt dans la catégorie des +48 kg. Elle a remporté la médaille de bronze aux Jeux paralympiques d'été de 2024 qui se sont tenus à Paris.

## Carrière sportive
Eke a commencé à pratiquer le para judo à l'âge de 15 ans lorsqu'elle a rencontré un entraîneur de judo lors de la cérémonie d'ouverture de son lycée. Après deux mois d'entraînement, elle a participé aux championnats de Turquie et en est sortie gagnante. Elle a ensuite été admise dans l'équipe nationale.
Elle est membre de son club local, Karaman GSK,, et concourt dans la catégorie des 48 kg J2. Elle détient cinq titres de championne de Turquie.
En avril 2018, elle a concouru dans la catégorie des -48 kg lors de la Coupe du Monde de Judo IBSA à Antalya, et en septembre, à la Coupe du Monde de Judo IBSA à Atyraou. Elle a obtenu la 5e place dans les deux tournois,. En décembre 2018, Eke a marqué l'histoire en devenant la première judokate turque aveugle à affronter des adversaires voyants dans une compétition locale,.
Le 13 mai 2019, elle a participé à l'épreuve des -52 kg lors du Grand Prix de Judo IBSA à Bakou et s'est classée 7e. En septembre de la même année, elle a obtenu la 5e place dans l'épreuve des -52 kg au Grand Prix de Judo IBSA à Tachkent.
En juillet 2019, elle a concouru dans la catégorie des -52 kg lors des Championnats d'Europe de Judo IBSA à Gênes, et a terminé à la 5e place,.
En 2022, Eke a participé à l'épreuve des -48 kg lors des Championnats du Monde IBSA à Bakou, où elle a terminé 5e. L'année suivante, elle a pris part à la même épreuve lors des Championnats du Monde IBSA à Birmingham, où elle a de nouveau obtenu la 5e place. En 2023, elle a également participé à l'épreuve des -48 kg lors du Grand Prix de Judo IBSA à Bakou, et s'est classée 5e.
En février 2024, elle a remporté la médaille de bronze au Grand Prix de Judo IBSA à Heidelberg,. Pour les Jeux paralympiques, elle s'est entraînée au Centre de Préparation Olympique à Kastamonu. Elle a concouru aux Jeux paralympiques d'été de 2024 à Paris, et a remporté la médaille de bronze dans l'épreuve féminine des 48 kg J2,.

## Vie privée
Cahide Eke est née le 25 janvier 2000. Elle vit à Karaman, en Turquie.
Elle souffre d'une perte de vision de 90 % en raison d'un albinisme congénital, ce qui la rend presque complètement aveugle.